# Half of Me (chanson de Geri Halliwell)
Half of Me est une chanson de la chanteuse britannique Geri Halliwell, sortie le 25 octobre 2013. Elle est son 1er single sortit sous le label Sony et le 1er depuis Desire, en 2005.

## Développement
Alors qu’elle habite en Australie pour être juge de la célèbre émission Australia's Got Talent, Geri rencontre le duo de producteurs musical DNA et écrit cette chanson remplie d’humour, d’espoir, d’amour et d’optimisme,.

## Sortie
Geri signe alors avec la maison de disques Sony Music Australie, pour sortir la chanson uniquement sur ce territoire, tout en prévoyant un album,.

## Promotion
La première a été un concert privé gratuit à l’hôtel Beresford à Sydney et la seconde a eu lieu pendant le Nine Network programme The footy Show le 3 octobre 2013

## Accueil
Si la chanson reçoit d’excellentes critiques,, elle est échec, en se classant à la 281eme place des meilleures ventes de singles en Australie et n’a pas du tout bénéficiée d’une promotion à l’international. 

## Vidéoclip
Le vidéoclip a été filmé en Australie et démontre Geri accompagnées d’hommes déguisé en ours, de manière humoristique. Geri Halliwell Half Of Me vidéo officielle sur youtube.com

## Pistes et formats
1. "Half of Me" – 3:11[10]

## Classements
| Classement (2013) | Peak position |
| ----------------- | ------------- |
| Australie         | 281           |